# Paola D'Alessio Vessuri
Paola D'Alessio Vessuri (Oxford, 30 de julio de 1964-14 de noviembre de 2013) fue una planetóloga británica de origen argentino-venezolano radicada en México. Trabajó como investigadora en el Centro de Radioastronomía y Astrofísica de la Universidad Nacional Autónoma de México (UNAM). Su investigación se centró en los discos protoplanetarios.

## Biografía
D'Alessio nació el 30 de julio de 1964 en Oxford, Inglaterra, hija de la antropóloga social argentino-venezolana, Hebe Vessuri.
Estudió física en la Universidad Central de Venezuela, con investigación de pregrado en el Centro de Investigaciones de Astronomía. Luego fue a la UNAM para realizar estudios de posgrado en astronomía, donde obtuvo maestrías y doctorados y se convirtió en investigadora de dicha institución en 1996. Después de realizar una investigación posdoctoral en el Centro de astrofísica Harvard-Smithsonian y el Museo Americano de Historia Natural, regresó a la UNAM en 2001 y poco después se afilió al recién formado Centro de Radioastronomía y Astrofísica.
Falleció de cáncer el 14 de noviembre de 2013.

## Reconocimientos
D'Alessio ganó en 1997 el Premio Weizmann otorgado por la Academia Mexicana de Ciencias a la mejor tesis doctoral en ciencias en México, y luego se convirtió en miembro de la Academia Mexicana de Ciencias. La UNAM le otorgó el Reconocimiento Sor Juana Inés de la Cruz en 2006, y en 2010 recibió el Premio Estatal de Ciencia y Tecnología de Michoacán.